# Lasioglossum strigosigena
Lasioglossum strigosigena är en biart som beskrevs av Michener 1954. Lasioglossum strigosigena ingår i släktet smalbin, och familjen vägbin. Inga underarter finns listade i Catalogue of Life.